# کاهو تاکادا
کاهو تاکادا (انگلیسی: Kaho Takada؛ زادهٔ ۳۱ مهٔ ۱۹۹۶) بازیگر اهل ژاپن است. وی از سال ۲۰۱۳ میلادی تاکنون مشغول فعالیت بوده‌است.
از فیلم‌ها یا برنامه‌های تلویزیونی که وی در آن نقش داشته‌است می‌توان به کامن ریدر ساخت: یکی باش (فیلم) اشاره کرد.